# Walter Kiel
Walter Kiel (* 16. August 1907 in Lipprechterode; † 21. August 1986 in Burgas, Bulgarien) war ein deutscher Agrarwissenschaftler.

## Familie
Walter Kiel entstammt einer Familie von Generationen von Landwirten und Gärtnern. Er war verheiratet und hat zwei Kinder, die beide Mediziner wurden.

## Leben
Nach seinem naturwissenschaftlichen Studium und Promotion/Habilitation erste Veröffentlichungen ab 1934. Im Zweiten Weltkrieg wurde Walter Kiel Nachrichtenoffizier bei der Luftwaffe (Flak) und kehrte 1947 aus sowjetischer Kriegsgefangenschaft zurück. Hauptstätte seines Wirkens nach dem Krieg war die Akademie der Landwirtschaftswissenschaften der DDR und die Biologische Zentralanstalt Kleinmachnow.
„Die deutsche Landwirtschaft hat innerhalb der letzten 100 Jahre die landwirtschaftliche Produktion um etwa das Dreifache erhöht und damit unter Beweis gestellt, daß die Malthussche Theorie Thomas Robert Malthus, wonach die landwirtschaftliche Erzeugung mit der Bevölkerungszunahme nicht Schritt halten könne, nicht zutrifft. Wenn eine solche Steigerung der Erträge in der Vergangenheit mit relativ einfachen Mitteln und Methoden gelang, so ist sie im Zeitalter der hochentwickelten Technik und Wissenschaft noch viel eher möglich. Es kommt nur auf den Willen der Menschen an, wie er seinen Boden zur Erzeugung hoher und nachhaltiger Erträge zu nutzen vermag.“
(Kleinmachnow im September 1957, Walter Kiel)

## Veröffentlichungen
- „Die Wirkung des Schälens und des sofortigen Saatpflügens der Getreidestoppel auf das physikalische, chemische und biologische Verhalten des Bodens“ formuliert anno 1934.
- „Die neuzeitliche Bewirtschaftung des Dauergrünlandes und des Feldfutterbaus“ angefertigt anno 1948.
- „Praktische Ratschläge zur sachgemässen Düngung“ formuliert im Jahr 1948.
- „Dauergrünland und Feldfutterbau neuzeitlich bewirtschaftet“ abgefasst im Jahr 1950.
- „Acker- und Pflanzenbau“ veröffentlicht im Jahr 1958.
- „Ackerbau in der sozialistischen Landwirtschaft“ angefertigt im Jahr 1962.
- „Pflanzliche Produktion in der sozialistischen Landwirtschaft“ abgefasst im Jahr 1962.
- „Richtlinien für die Durchführung von Sortenwertprüfungen bei landwirtschaftlichen Kulturarten“ angefertigt im Jahr 1966.